# Angolo Terme
Angolo Terme – miejscowość i gmina we Włoszech, w regionie Lombardia, w prowincji Brescia.
Według danych na rok 2004 gminę zamieszkiwało 2508 osób, 83,6 os./km².